# لورين البرزنجي
لورين برزنجي وهي مغنية كردية من مواليد 27 كانون الثاني - يناير من سنة 1980 في مدينة القامشلي في سوريا وهي حاليا تقيم في مملكة السويد وتدرس في جامعة أوبسالا السويدية.

## وصلات خارجية
- موقع الفنانة لورين برزنجي باللغتين الكردية والإنجليزية